# Ningen-sengen
Pour les articles homonymes, voir Ningen.
Le Ningen-sengen (人間宣言, « Déclaration d'humanité ») est un rescrit impérial prononcé par l'empereur Shōwa (Hirohito) dans le cadre de sa déclaration de Nouvel An du 1er janvier 1946 à la demande du général MacArthur, commandant suprême des forces alliées. Dans ce rescrit, qui succède à la Charte du serment de 1868, l'empereur rejette la notion de son identité de « dieu vivant », ce qui aboutit à la promulgation de la nouvelle constitution en vertu de laquelle l'empereur est « le symbole de l’État et de l'unité du peuple ».
Le rescrit n'a officiellement pas d'intitulé, mais en dehors de son nom populaire Ningen-sengen ou « Déclaration d'humanité », il est aussi connu sous le nom « Rescrit impérial sur la construction d'un nouveau Japon » (新日本建設に関する詔書, Shin Nippon Kensetsu ni Kan suru Shōsho) et « Rescrit impérial  sur la revitalisation nationale » (年頭、国運振興の詔書, Nentō, Kokuun Shinkō no Shōsho).

## La déclaration
La tenue de ce rescrit est l'un des derniers actes de Hirohito comme souverain impérial. Le commandant suprême des forces alliées et le monde occidental en général ont porté une grande attention au passage suivant à la fin du rescrit :
朕ト爾等國民トノ間ノ紐帯ハ、終始相互ノ信頼ト敬愛トニ依リテ結バレ、單ナル神話ト傳説トニ依リテ生ゼルモノニ非ズ。天皇ヲ以テ現御神トシ、且日本國民ヲ以テ他ノ民族ニ優越セル民族ニシテ、延テ世界ヲ支配スベキ運命ヲ有ストノ架空ナル觀念ニ基クモノニモ非ズ。
Les liens entre Nous et Notre peuple ont toujours été fondés sur la confiance mutuelle et l'admiration mutuelle et ne sont en aucune façon des produits de mythes et de légendes. Ils ne sont pas basés sur l'illusion que l'empereur est un Dieu présent [akitsumikami], que le peuple japonais est différent et qu'il a pour mission de gouverner le monde.

## Interprétation
Selon le point de vue populaire occidental encouragé par le commandant suprême des forces alliées, est ainsi contestée l'allégation multi séculaire que l'empereur Shōwa et ceux qui l'ont précédé sont descendants de la déesse du Soleil Amaterasu, et l'empereur a publiquement admis qu'il n'est pas un dieu vivant. Ainsi, le jour même de la diffusion du rescrit, le général Douglas MacArthur annonce qu'il est très heureux de la déclaration de l'empereur, qu'il considère comme un engagement à conduire son peuple à la démocratisation du Japon.
Cependant, la signification du contenu exact - délivré en japonais de cour archaïque figé - a fait l'objet de beaucoup de débats. En particulier, pour la phrase traduite officiellement par « la fausse conception que l'empereur est divin », le terme inhabituel akitsumikami (現御神) est employé à la place du mot courant arahitogami (« dieu vivant »). Tandis que le terme est souvent interprété comme « divinité », certains commentateurs occidentaux, tels que John W. Dower et Herbert P. Bix, ont fait valoir que cela signifie « kami manifeste » (ou plus vaguement « incarnation d'un dieu »), et que l'empereur peut encore être un arahitogami même s'il n'est pas un akitsumikami.
Hirohito persiste dans l'idée que l'empereur du Japon doit être considéré comme un descendant des dieux. En décembre 1945, il a dit à son vice-grand chambellan Michio Kinoshita : « Il est permis de dire que l'idée que les Japonais sont les descendants des dieux est une conception fausse, mais il est absolument inadmissible d'appeler chimérique l'idée que l'empereur est un descendant des dieux ».
Les critiques de l'interprétation occidentale, y compris l'empereur lui-même, soutiennent que le rejet de la divinité n'était pas l'objet du rescrit. Étant donné que ce rescrit commence par une citation complète de la Charte du serment de 1868 par l'empereur Meiji, la véritable intention de l'Empereur était de rappeler que le Japon avait déjà été démocratique au cours de l'ère Meiji et n'a pas été démocratisé par les occupants. Comme cela a été précisé lors d'une interview à la presse le 23 août 1977, l'empereur voulait que le peuple japonais n'oublie pas la fierté du Japon. Cette interprétation est confirmée par le fait que le rescrit impérial fut publié avec un commentaire du Premier ministre Kijūrō Shidehara consacré exclusivement à l'existence antérieure de la démocratie durant l'ère Meiji, sans même faire la moindre référence à la « renonciation à la divinité » de l'empereur.
Dans Aux sources du Japon : le Shinto, Jean Herbert explique - entre autres - au sujet du rôle de l'Empereur, qu'il est "l'extension dans le temps" d'Amaterasu et des précédents Empereurs,  l'incarnation d'un "présent éternel" (Naka-Ima) et le symbole de la vie cosmique japonaise, ce que symbolisent des appellations archaïques telles que Sumera-Mikoto ou Akitsumikami. Par conséquent, la déclaration signée sous contrainte étrangère n'aurait pas plus de poids qu'une "déclaration signée sous contrainte que sa mère n'est pas sa mère". D'autres théories shintoïstes appuient le fait que la notion de divin peut être découverte par une recherche intellectuelle, notamment à propos de Ame-no-Minaka-Nushi et des autres Kotoamatsukami dont les noms sont dis être la description du processus de création du Monde. 
Ce rescrit passe pour avoir été rédigé par Reginald Horace Blyth (en) et Harold Gould Henderson (en) qui ont également contribué à la popularisation du zen et du haiku à l'extérieur du Japon.